# Frontopsylla macrophthalma
Frontopsylla macrophthalma är en loppart som först beskrevs av Jordan et Rothschild 1915.  Frontopsylla macrophthalma ingår i släktet Frontopsylla och familjen smågnagarloppor. Inga underarter finns listade i Catalogue of Life.